# Borrelia afzelii
Espèce
Borrelia afzelii est l'une des nombreuses espèces de borrélies (genre de bactéries spirochètes) qui peuvent infecter diverses espèces de vertébrés et d'invertébrés (tiques en particulier)
Parmi une trentaine de borrélies connues, c'est l'une des quatre qui sont susceptibles d'infecter l'Homme en provoquant une des variantes de la maladie de Lyme.

Son génome a été séquencé

Il semble assez fréquent que des co-infections associent cette bactérie à une autre borrelie, voire à d'autres pathogènes véhiculés par le vecteur qui semble dans la plupart des cas être la tique Ixodes ricinus (en Europe), ce qui peut compliquer le diagnostic, et le traitement.

## Définition, classification
Attention, l'expression Borrelia burgdorferi désigne parfois tout le complexe bactérien des borrelias (une trentaine de bactéries du genre Borrelia), dont quatre au moins sont pathogènes pour l'homme (et responsables de différentes formes de la maladie de Lyme).
En théorie, pour éviter toute confusion, il faut dans ce cas parler de Borrelia burgdorferi ls (ls ou lato sensu signifiant « au sens large » en latin). Ceci est dû au fait que la première de ces bactéries découverte était B burgdorferi qui prédomine très largement aux États-Unis, alors que Borrelia afzelii prédomine en Asie, et semble localement fréquente en Europe de l'Ouest (Dans la Meuse en France par exemple), au moins depuis deux décennies.
Dans ce complexe, outre B. afzelli 3 espèces de borrélies pathogènes pour l'homme sont plus fréquentes :
- Borrelia garinii qui, comme Borrelia afzelii est prédominant en Eurasie,
- Borrelia burgdorferi ss  qui est prédominante en Amérique du Nord, tout en étant également présente en Europe, bien que plus rare.
- Borrelia spielmanii, impliquée dans certaines maladies de Lyme.

Toutes ces bactéries sont transmises à l'homme par l'intermédiaire de tiques vectrices de différentes espèces, mais on se demande si d'autres acariens ou insectes piqueurs ne pourraient pas également transmettre ces borrelies à l'Homme.
Un patient peut être piqué dans un pays, et déclarer la maladie, quelques semaines à plusieurs années après dans un autre pays, sur un autre continent.

## Répartition géographique
Elle est encore mal connue, et subit, comme les tiques qui la véhiculent de probables modifications depuis quelques décennies en raison des modifications écopaysagères et des dérèglements climatiques
C'est une bactérie qui semble absente de l'Amérique du Nord, mais qui est la plus courante dans les départements français où on a étudié les types de borrélies présentes dans les tiques;
L'incidence de la borréliose de Lyme a été étudiée sur plusieurs années dans deux départements ruraux français (Meuse et Puy-de-Dôme), ainsi dans le même temps que la prévalence de tiques infectées par Borrelia burgdorferi sensu lato (sl) et par Anaplasma phagocytophilum. On a ainsi pu montrer que dans ces départements, l'incidence de la borréliose de Lyme avait chuté (156 à 109 cas/100 000 habitants dans la Meuse, et 117 à 76 cas/100 000 habitants dans le Puy-de-Dôme) en 2004 et 2005 respectivement, ce qui correspondait à une diminution de la densité de nymphes d'Ixodes ricinus infectées avec B . burgdorferi sl, alors que la densité des tiques adultes avait augmenté. 
Lors de cette étude les tiques adultes étaient plus souvent porteuses de B.valaisiana, mais cette dernière ne semble pas compétente pour infecter l'Homme, et ce sont surtout des nymphes qui piquent l'Homme. D'autres études laissaient penser que l'incidence et le risque de borréliose de Lyme augmente avec la densité de nymphes infectées, et que les nymphes, plus souvent que l'adulte sont infectées par B. afzelii.
- Une autre étude[3] faite dans deux forêts bretonnes a porté sur 572 tiques I. ricinus. De l'ADN de Bartonella a été trouvé chez 0,2 % de ces tiques, A phagocytophilum n'a été trouvé que chez 0,3 % des tiques. 1,4 % des tiques portaient des Rickettsia helvetica et 35 tiques (6,1 %) ont été testées positives pour Borrelia garinii ou Borrelia afzelii (et une seule pour Borrelia carolinensis, espèce nouvellement décrite qui n'avait jamais jusqu'alors été signalée en Europe. 35 tiques (6,1 %) portaient des Babesia. Les auteurs notent que les tiques femelles adultes étaient plus souvent plus infectées par B. burgdorferi sl que les tiques adultes de sexe masculin. 
La prévalence de deux bactéries (B. burgdorferi sl et Babesia sp) différait :
- les borrélies (borrelia sp.) étaient nettement plus présentes dans les tiques de la forêt de Princé (à Chéméré)
- Babesia sp dominait chez les tiques de la forêt du Gâvre près de Nantes (Forêt dont le cheptel de cervidés fut détruit lors de la seconde Guerre mondiale, puis peu à peu reconstitué après-guerre par transplantation à partir du parc de Chambord).

## Tolérance à l'oxygène?
L'aérotolérance des borrélies varie selon l'espèce ;
On a d'abord pensé que les Borellia étaient des « anaérobies strictes », c'est-à-dire qu'elles ne peuvent se reproduire qu'en l'absence d'oxygène. On sait aujourd'hui que c'est faux, au moins en laboratoire ; en culture sur "milieu modifié de Kelly-Pettenkofer " ou Barbour-Stonner-Kelly-II dit « BSK-II ». Ainsi certaines souches de Borrelia afzelii (tout comme certaines souches de B. garinii) se développement en milieu aérobie légèrement enrichi de CO2 (3 %) bien qu'elles soient environ deux fois moins nombreuses à pouvoir le faire que les souches de Borrelia burgdorferi sensu stricto ayant en laboratoire démontré cette capacité (« aérotolérance »).
Une étude (2006) a comparé la croissance de 29 souches d'origine « humaines » provenant de 3 espèces (Borrelia burgdorferi sensu lato) pathogènes pour l'homme. Les 29 souches ont pu être cultivée avec succès en condition anaérobie. Seules 33 % des B. garinii et B. afzelii se sont reproduites en en aérobiose (avec 3 % de CO2), contre 75 % des souches de B. burgdorferi sensu stricto.

## Diagnostic
Les éléments de diagnostic sont ceux de la maladie de Lyme.

L'érythème migrant, souvent associé à de la fièvre est typique, mais non systématique (il peut être très discret ou ne pas apparaître du tout ou avoir été confondu avec une allergie.). S'il n'a pas été détecté en phase initiale de la maladie, la malade peut spontanément guérir ou sa maladie va évoluer en deux phases successibles plus difficiles à soigner, avec le risque de conserver des séquelles invalidantes toute sa vie.

En son absence ou s'il n'a pas été détecté au premier stade de la maladie, et plus encore si le malade a oublié qu'il a été piqué ou ne pense pas à faire le rapprochement entre une piqure ancienne de tique et ses symptômes, le médecin doit détecter, via un diagnostic différentiel complexe, une association de symptôme, parmi une centaine de symptômes recensés, dont aucun n'est spécifique ni typiques hormis l'ACA (Acrodermatite chronique atrophiante ; qui est typique (Certains auteurs estiment même que cette acrodermatite n'est induite que par B. afzelli et non par les autres borrélies) . 
L'acrodermatite atrophiante n'est cependant pas systématique, et elle peut avoir disparu au moment du diagnostic ou peut être confondue avec une cicatrice de brûlure ou un lichen plan), car il est fréquent que le patient n'ait pas souvenir d'avoir été piqué par une tique ou un autre acarien ou insecte. L'ACA semble être une manifestation typique de cette bactérie ou de ses consœurs européennes (Il n'a jamais été détecté en Amérique du Nord).
Après la phase d'infection, lors de la phase chronique d'infection, la bactérie se multiplie peu, est capable d'échapper au système immunitaire (en distançant les globules blancs) ou en s'enkystant avant de créer un nouveau foyer d'infection dans un autre organe quelques mois ou années plus tard.

### Test de dépistage et de confirmation (In vitro)
Le test de dépistage est souvent immunoenzymatique (méthode considérée comme plus fiable que les dépistages par immunofluorescence indirecte ou hémagglutination indirecte ; les deux dernières méthodes étant jugées d'interprétation plus subjective). Le premier test est donc généralement un test Elisa (rapide et peu couteux), mais avec de faux négatifs ou de faux positifs possibles.
Le test de confirmation est le plus souvent un Western blot, si possible effectué sur un sérum frais, sinon sur un plasma frais, clair et sans hémolyse.

Effectué à la suite du test de dépistage, il améliore la spécificité du résultat. Il est plus long dans sa mise en œuvre. Si les bandelettes sont illisibles mais que les symptômes persistent, un second test doit être fait dans les semaines qui suivent.

Il existe aujourd'hui un Western blot reconnaissant spécifiquement les protéines de B. afzelli et B. garinii, qui sont les borrélies les plus fréquentes en de l'Europe au Japon, alors que les premiers tests étaient faits pour détecter B. burdogferi, qui n'est presque pas présent en Eurasie mais très présent aux États-Unis.

Théoriquement, les Western blot aujourd'hui mis sur le marché doivent détecter des protéines communes aux 4 borrélies impliquée dans la maladie.

La notice de ce test précise cependant que « Une interprétation négative n'exclut pas la possibilité d'une infection à borrelia » . Des faux positifs sont par ailleurs possible si le malade a été infecté ou co-infecté par d'autres spirochètes (ex : Syphilis, Pian, Pinta, Leptospirose, autres borrélioses, maladies parodontales...) ou à la suite d'autres infections telles que fièvre pourpre des Montagnes Rocheuses, virus d'Epstein-Barr ou cytomégalovirus dont les anticorps ont une réaction croisée avec B afzelii ou garinii. Des maladies autoimmunes des tissus conjonctifs comme la polyarthrite rhumatoïde ou certaines formes de lupus érythémateux peuvent aussi produire des faux positif, comme d'ailleurs des sujets produisant des anticorps antinucléaires.
Une PCR (qui détecte l'ADN de la borrélie, après amplification de ce dernier et grâce à une « sonde » spécifique) est également possible (sur prélèvement de liquide cérébrospinal ou synovial en général). Enfin, une culture directe des spirochètes peut être faite.

## Diagnostic différentiel
Il vise à vérifier qu'il ne s'agit pas d'un polyarthrite juvénile, d'un lupus, d'une sclérose en plaques, d'un rhumatisme articulaire aigu, d'un syndrome oculo-uréthro-synovial, d'une myocardite ou d'une méningite virale, etc.